# Papaloapan
El Riu Papaloapan és un dels rius principals de l'Estat Mexicà de Veracruz. El seu nom prové del Nàhuatl papaloapan que significa "riu de les papallones".
L'expedició de 1517 de Juan de Grijalva va descobrir pels occidentals aquests riu i li van donar el nom de Rio de Alvarado.:34 El Papaloapan neix a Sierra Madre Oriental al límit entre Veracruz i Oaxaca. Es forma per la confluència dels rius Santo Domingo i el riu Valle Nacional al sud-oest de San Juan Bautista Tuxtepec a Oaxaca. El Riu Tonto n'és un altre afluent principal.
El Papaloapan fa meandres durant 122 km fins a desembocar al llac Alvarado.
La conca d'aquest riu fa 46.517 km².
Les ciutats de San Juan Bautista Tuxtepec i Tlacotalpan (Veracruz) estan a les ribes de Papaloapan.
Embassament com el de Miguel Alemán al riu Tonto redueixen l'alt risc d'inundacions.